# Fiat Marea
Fiat Marea — семейный автомобиль, доступный как седан и универсал (Fiat Marea Weekend), производимый итальянским автомобилестроителем Фиат. Созданные в 1996 году модели Marea по сути являлись разновидностями хетчбэков Bravo и Brava. Модели Marea заменили более ранний  Fiat Tempra, основанный на Fiat Tipo. В то время как преемником Marea Weekend стал Fiat Stilo Multiwagon, версию седана в 2007 году заменил Fiat Linea.

## Производство и рынки
Первоначально Marea производились на заводах Кассино и Марифиори Фиата в Италии. Позднее они также заменили Tempra на бразильских и турецких ( Tofaş ) заводах, которые в основном производят автомобили для местных и других развивающихся рынков.
В Европе производство и продажи Marea прекратились в 2002 году, спустя год после того как Bravo и Brava были заменены на Fiat Stilo. Универсалы Marea были заменены Универсалом Stilo, в то время как седан был исключен в целом из-за относительно низкой популярности компактных седанов в Европе. Однако, Marea (в обеих формах кузова) все ещё производилась в Турции и Бразилии для местного (и другой латиноамериканских) рынков. Бразильская версия подверглась рестайлингу в 2001, когда она получила перепроектированную заднюю часть с задними фонарями, взятыми от Lancia Lybra. В 2006 Marea был произведён ещё один рестайлинг, она получила новую заднюю часть, и новую решётку, подобную в стиле к другим текущим моделям Фиата.
В середине 2007 года прекратилось бразильское производство Marea и Marea Weekend; их преемник, Fiat Linea, производится с середины 2007 года.

## Двигатели
Бензин Marea и турбодизельные двигатели, 1.2 L, 1.4 L, 1.6 L, 1.8 L и 2.0 бензина L и 1.9 L были взяты из Брава и Браво, и 2.0 20v турбо из Fiat Coupé, были также доступны. В течение короткого промежутка времени было также 2.4 доступные дизельные двигатели с турбонаддувом, в 2001. BiPower Marea 1.6 двигатель способный работать на 2х видах топлива бензин и газ.
- 1.2 Бензиновый, рядный 4х цилиндровый, объёмом 1242 см2, мощность 78 PS (57 кв.ч.; 82 л.с.) (модель двигателя 182 B2.000)
- 1.4 Бензиновый, рядный 4х цилиндровый, объёмом 1370 см2, мощность 82 PS (60 кв.ч.; 80 л.с.) (модель двигателя 182 A3.000)
- 1.6 Бензиновый, рядный 4х цилиндровый, объёмом 1581 см2, мощность 103 PS (76 кв.ч.; 102 л.с.) (модели двигателя 182 B6.000, 182 A4.000)
- 1.6 Бензиновый, рядный 4х цилиндровый, объёмом 1581 см2, мощность 92 PS (70 кв.ч.; 92 л.с.) (модель двигателя 185 A3.000)
- 1.6 Бензиновый, рядный 4х цилиндровый, объёмом 1581 см2, мощность 98 PS (73 кв.ч.; 98 л.с.) (модель двигателя 182 B5.098)
- 1.8 Бензиновый, рядный 4х цилиндровый, объёмом 1747 см2, мощность 113 PS (83 кв.ч.; 111 л.с.) (модель двигателя 182 A2.000)
- 2.0 Бензиновый, рядный 5и цилиндровый, объёмом 1998 см2, мощность 155 PS (114 кв.ч.; 153 л.с.) (модель двигателя 182 B7.000)
- 2.0 Бензиновый, рядный 5и цилиндровый, объёмом 1998 см2, мощность 150 PS (113 кв.ч.; 150 л.с.) (модель двигателя 185 A8.000)
- 2.0 Бензиновый, рядный 5и цилиндровый, объёмом 1998 см2, мощность 147 PS (112 кв.ч.; 147 л.с.) (модель двигателя 182 A1.000)
- 2.0 Бензиновый, рядный 5и цилиндровый, объёмом турбированный 1998 cc 182 PS (134 кв.ч; 180 л.с.)
- 1.9 Турбодизель, рядный 4х цилиндровый, мощность 75 PS (55 кв.ч; 74 л.с.) (модель двигателя 182 A8.000)
- 1.9 Турбодизель, рядный 4х цилиндровый, мощность 100 PS (74 кв.ч; 99 л.с.) (модель двигателя 182 A7.000)
- 1.9 Common-rail (JTD) турбодизель, рядный-4х цилиндровый, мощность 105 PS (77 кв.ч; 104 л.с.) (модель двигателя 182 B4.000)
- 1.9 Common-rail (JTD) турбодизель, рядный-4х цилиндровый, мощность 110 PS (81 кв.ч; 110 л.с.) (модель двигателя 186 A8.000)
- 2.4 Турбодизель, рядный-5и цилиндровый, объёмом 2387 см2, мощность 126 PS (93 кв.ч; 124 л.с.) (модель двигателя 185 A2.000)
- 2.4 Common-rail (JTD) турбодизель, рядный-5и цилиндровый ,объёмом 2387 см2, мощность 132 PS (97 кв.ч; 130 л.с.) (модели двигателя 185 A6.000; 839 A5.000)

## Бразильские двигатели и модели
Fiat Marea был представлен бразильскому рынку в 1998 году, только с одним двигателем: 2.0 20v. Из-за существовавшего в Бразилии транспортного налога двигатель 2.0 20v имел отличную от европейской версию прошивку ЭБУ, которая ограничивала мощность двигателя 128 л.с. (95 кВт) в комплектациях SX и ELX 1999 года выпуска. Двигатель сохранил свою полную мощность (142 л.с.) в люксовой комплектации HLX. Для получения максимальной мощности в комплектациях SX, ELX необходимо было просто переставить ЭБУ от версии HLX. Изначально концерн FIAT объяснял этот факт снижением издержек, что по прошествии времени оказалось ложью.
В 2000 году двигатель 2.0 20v был заменен на 2.4 20v (160 л.с.) в комплектации HLX, комплектация SX начала оснащаться двигателем 1.8 16v мощностью 130л.с., который прежде всего отличался от европейской версии (113 л.с.) наличием вариатора фаз ГБЦ, в комплектации ELX  оставили двигатель 2.0 20v оригинальной мощности (141л.с.), которая ранее была доступна только комплектации HLX.
Позже появился мотор 1.6 16v (105 л.с.). Именно им комплектовались автомобили последних годов выпуска, а также последняя Marea сошедшая с конвейера в 2007 году. 
В отличие от европейских версий дизельных ДВС на Marea концерн FIAT в Бразилию не поставлял.